# Староство-Шадек
Староство-Шадек (пол. Starostwo Szadek) — село в Польщі, у гміні Шадек Здунськовольського повіту Лодзинського воєводства.
У 1975-1998 роках село належало до Серадзького воєводства.